# 徳島県立南部テクノスクール
徳島県立 南部テクノスクール（とくしまけんりつ なんぶテクノスクール）は、徳島県阿南市桑野町にある職業能力開発校である。

## 訓練科
- 普通課程
  - 自動車整備科
  - 塗装技術科

## 沿革
- 1996年（平成08年）04月 - 開校。
- 2013年（平成25年）04月 - 「南部テクノススクール」に改称。

## 所在地等
- 〒779-1402 徳島県阿南市桑野町岡元109-1
- 最寄り駅は四国旅客鉄道桑野駅